# Odorín
Odorín é um município da Eslováquia, situado no distrito de Spišská Nová Ves, na região de Košice. Tem 9,14 km² de área e sua população em 2018 foi estimada em 979 habitantes.

## Demografia
| Ano:        | 1994 | 2004   | 2014   | 2024   |
| ----------- | ---- | ------ | ------ | ------ |
| Broj ljudi: | 841  | 892    | 952    | 1013   |
| Razlika:    |      | +6,06% | +6,72% | +6,40% |

| Ano:               | 2023 | 2024   |
| ------------------ | ---- | ------ |
| Número de pessoas: | 1016 | 1013   |
| Diferença:         |      | -0,29% |